# Ari Freyr Skúlason
Pour les articles homonymes, voir Freyr (homonymie) et Freÿr (homonymie).
Ari Freyr Skúlason, né le 14 mai 1987 à Reykjavik, est un footballeur international islandais. Il évolue au poste de latéral gauche à Sylvia.

## Biographie

### Carrière en club
Ari Freyr est formé à Valur, en Islande. En 2003, il rejoint les équipes de jeune du club de Sportclub Heerenveen, avant de retourner à Valur deux ans plus tard. Il commence chez les seniors avec le club de Valur Reykjavik. Une petite année plus tard, il s'envole pour la Suède, où il signe au BK Häcken en août 2006.
Le 1er janvier 2008, l'Islandais reste en Suède, mais signe pour le club de GIF Sundsvall, où il évoluera pendant cinq années.
Le 15 mai 2010, il se met en évidence avec cette équipe, en étant l'auteur d'un triplé en deuxième division (Superettan), lors de la réception du Syrianska FC (victoire 5-2). Il marque ensuite quelques jours plus tard, un doublé lors de la réception de l'Örgryte IS (victoire 2-1).
Le 31 juillet 2013, il quitte la Suède et rejoint l'Odense Boldklub, au Danemark.
Le 18 juillet 2016, il signe au KSC Lokeren, et rejoint donc le championnat de Belgique.
Lors de la saison 2017-2018, le KSC Lokeren se qualifie pour les play-off 2 du championnat de Belgique, et finit premier du groupe B. Grâce à cette performance, Skulason et les siens affrontent SV Zulte Waregem, mais ils échouent face aux hommes de Francky Dury, et ne verront donc pas les couleurs de la Ligue Europa.
Le 31 mars 2021, le club suédois IFK Norrköping a annoncé avoir fait signé Ari.

### Carrière en sélection
Ari Freyr Skúlason fait ses débuts en équipe d'Islande le 10 novembre 2009, lors d'une rencontre amicale face à l'Iran (défaite 1-0). Il doit ensuite attendre l'année 2012 avant de retrouver la sélection.
Le 21 janvier 2014, il officie pour la première fois comme capitaine de la sélection, lors d'un match amical contre la Suède (défaite 2-0). Par la suite, le 30 avril 2014, il délivre sa première passe décisive en équipe nationale, lors d'une rencontre amicale face à l'Autriche (score : 1-1).
Il participe ensuite à la belle épopée islandaise lors du championnat d'Europe 2016. Lors de cette compétition organisée en France, il est titulaire indiscutable et joue cinq matchs. L'Islande créé la surprise en s'extirpant de la phase de groupe, puis en battant l'Angleterre en huitièmes de finale. Skúlason se met en évidence lors du quart de finale disputé face au pays organisateur, en délivrant une passe décisive. Toutefois, l'Islande est éliminée à ce stade de la compétition sur le score sans appel de 5-2.
Il dispute ensuite la Coupe du monde 2018 organisée en Russie. Lors de ce mondial, il n'est pas titulaire, mais prend tout de même part à deux matchs. Avec un bilan d'un nul et deux défaites, l'Islande ne dépasse pas le premier tour du tournoi.
Il prend sa retraite internationale en novembre 2021. Il a disputé 83 matchs avec l'Islande.